# داریوش چارلز
داریوش چارلز (انگلیسی: Darius Charles؛ زادهٔ ۱۰ دسامبر ۱۹۸۷) بازیکن فوتبال اهل بریتانیا است.
از باشگاه‌هایی که در آن بازی کرده‌است می‌توان به باشگاه فوتبال برتون آلبیون، باشگاه فوتبال کراولی تاون، باشگاه فوتبال ای‌اف‌سی ویمبلدون، باشگاه فوتبال تاروک، باشگاه فوتبال ابسفلیت یونایتد، باشگاه فوتبال ساتون یونایتد، باشگاه فوتبال استیونج، باشگاه فوتبال برنتفورد، باشگاه فوتبال وایکام واندررز، و باشگاه فوتبال استاینز تاون اشاره کرد.
وی همچنین در تیم ملی فوتبال England C بازی کرده‌است.